# Basileuterus lachrymosus
Basileuterus lachrymosus là một loài chim trong họ Parulidae.

## Hình ảnh

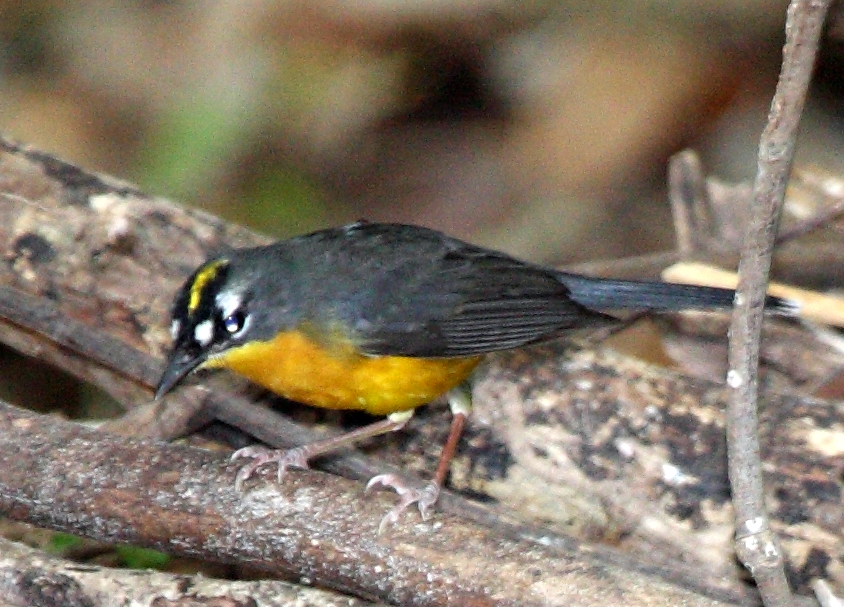
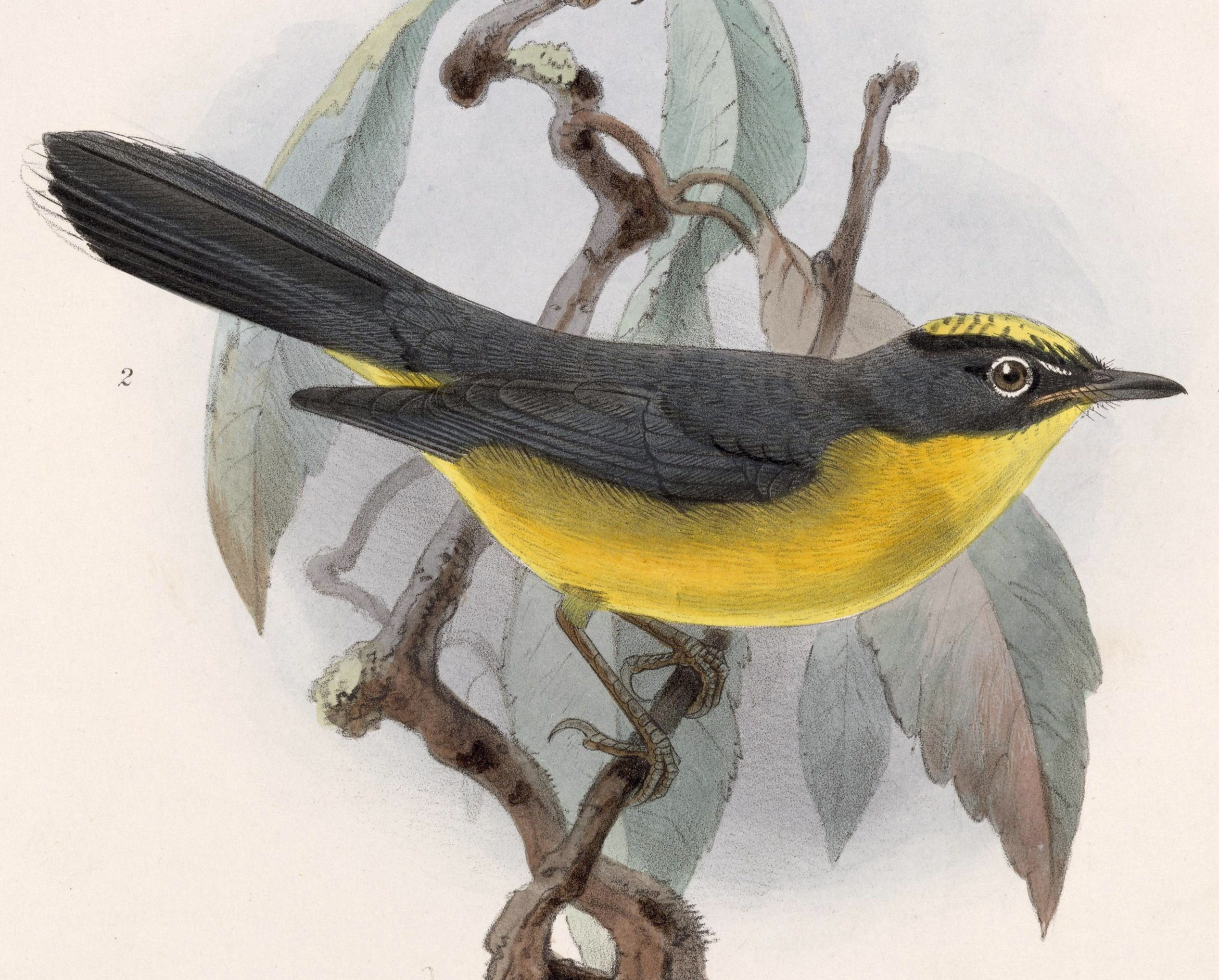